# Rue Floréal
Pour l’article homonyme, voir Rue Floréal (Bagnolet, Les Lilas et Romainville).
La rue Floréal est une voie du 17e arrondissement de Paris, en France.

## Situation et accès
La rue Floréal est une voie située dans le 17e arrondissement de Paris. Elle débute rue Arago à Saint-Ouen, croise la rue Morel et se termine au carrefour du boulevard du Bois-le-Prêtre et du boulevard du Général-Leclerc.
Depuis 2017, elle borde la place Pouchet.

## Origine du nom
Elle porte le nom du huitième mois du calendrier républicain.

## Historique
Cette voie a remplacé une partie de la rue Arago qui était située autrefois sur le territoire de Saint-Ouen avant son annexion par Paris par décret du 27 juillet 1930.
Déclassée par arrêté préfectoral du 28 août 1957 puis supprimée lors de la création du boulevard périphérique en 1969, elle est requalifiée en 2016 dans le cadre du réaménagement de la ZAC Porte Pouchet.